# Snow Camp (Carolina del Norte)
Snow Camp es un área no incorporada ubicada del condado de Alamance en el estado estadounidense de Carolina del Norte. 
La comunidad tiene una bastante grande Sociedad Religiosa de los Amigos de la población en torno a la época prerrevolucionaria de la reunión de amigos Cane Creek.
El origen del nombre de la comunidad se discute, pero la historia más aceptada sobre cómo el nombre surgió fue que antes de la Revolución Americana un grupo de cazadores de Pennsylvania acamparon allí durante una nevada. La historia menos aceptada es que el general Cornwallis acamparon allí durante una nevada en la época de la Batalla Palacio de Justicia de Guilford. Geográficamente, Snow Camp está situado en el Piedmont región del estado.